# Порошина, Анна Дмитриевна
Анна Дмитриевна Порошина (бел. Ганна Дзмітрыеўна Парошына) — белорусская фигуристка, выступавшая в одиночном катании. Чемпионка Беларуси (2017), участница чемпионата мира среди юниоров и турнира серии Челленджер.

## Карьера

#### Ранние годы
Анна Порошина родилась 18 апреля 2001 года в городе Гомель. Начала заниматься фигурным катанием в пять лет, на протяжении карьеры тренировалась под руководством Александра Морозова.
Порошина с детства выступала на международном уровне. Сперва представляла программы на соревнованиях пред-юниорской возрастной категории. Так, в октябре 2014 года боролась за медали турнира Ice Star среди продвинутых новичков. На лёд «Минск-Арены» вышли двадцать три участницы, Порошина сумела закрепиться на шестой позиции после исполнения короткого проката. Во второй день состязаний показала второй результат, но этого не хватило для попадания на пьедестал, спортсменка финишировала на четвёртом итоговом месте. Технический контент выступлений состоял из прыжков в два оборота.

#### Сезоны успехов
После перешла на следующую возрастную ступень и начала соревноваться среди юниоров. В 2015 году привезла золото с турнира Mini Europa, в котором приняли участие по две представительницы Беларуси, Литвы и Польши. При этом, Порошина начала включать в программы тройной риттбергер и тройной сальхов.
Сезон 2016/2017 стал самым успешным в карьере спортсменки. На старте сезона дебютировала в серии юниорского Гран-при. В ноябре 2016 года показала седьмой результат среди двадцати семи участниц турнира Ice Star, проходившем в Минске. Тогда её тренер и функционер Белорусского союза конькобежцев Александр Морозов выделял Анну в числе потенциальных фигуристок, на которых будет рассчитывать белорусская спортивная федерация. Также Морозов отмечал способность Анны выполнять два разных вида трёхоборотных прыжков.
В следующем месяце выдала, по оценке издания TUT.BY, «прокат жизни» и стала победительницей взрослого чемпионата Беларуси. Однако, из-за того, что у неё отсутствовал необходимый технический минимум она не смогла принять участие в первенствах Европы и мира. Пропустив главные турниры сезона новоявленная чемпионка страны выступила на Европейском юношеском Олимпийском фестивале и чемпионате мира среди юниоров. Соревнования Олимпийского фестиваля Порошина завершила на шестом месте судейского протокола, в трёх баллах от бронзовой медалистки.

#### Завершение
До сезона 2017/2018 фигуристка выходила на лёд взрослых соревнований лишь на внутрибелорусских чемпионатах. Достигнув к началу нового сезона всех возрастных критериев ИСУ, Анна впервые стала участницей взрослого международного турнира, который проходил в рамках серии Челленджер.
На чемпионате Беларуси допустила в произвольной программе три падения, тем самым лишив себя шансов на попадание в тройку лучших, занимая после первого сегмента четвертую строчку. Более чистое выполнение программ на международном Кубке Торуни позволило ей опередить конкурентку по сборной страны на десять баллов и стать шестой в итоговой таблице состязаний. Кубок Торуни стал последним для неё турниром в сезоне.
В 2018 году Порошина приняла решение завершить соревновательную карьеру и поступила в Российский государственный университет нефти и газа в Москве.

## Программы
| Сезон     | Короткая программа                            | Произвольная программа                                    |
| --------- | --------------------------------------------- | --------------------------------------------------------- |
| 2017–2018 | - «Nagada Sang Dhol» Санджай Лила Бхансали    | - «Hit the Road Jack» Рэй Чарльз - «My Way» Фрэнк Синатра |
| 2016–2017 | - «California Dreamin’» The Mamas & the Papas | - «Hit the Road Jack» Рэй Чарльз - «My Way» Фрэнк Синатра |

## Результаты

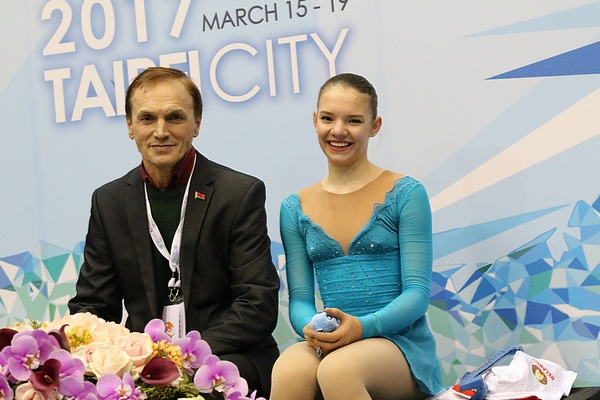
Анна и её тренер Александр Морозов

| Соревнования                 | 12/13         | 13/14         | 14/15         | 15/16         | 16/17         | 17/18         |
| Международные                | Международные | Международные | Международные | Международные | Международные | Международные |
| ---------------------------- | ------------- | ------------- | ------------- | ------------- | ------------- | ------------- |
| Челленджер. Ice Star         |               |               |               |               |               | 17            |
| Torun Cup                    |               |               |               |               |               | 6             |
| Volvo Open Cup               |               |               |               |               |               | 11            |
| Международные среди юниоров  |               |               |               |               |               |               |
| Чемпионат мира среди юниоров |               |               |               |               | 37            |               |
| Олимпийский фестиваль        |               |               |               |               | 6             |               |
| Юниорский Гран-при: Беларусь |               |               |               |               |               | 29            |
| Юниорский Гран-при: Эстония  |               |               |               |               | 25            |               |
| Volvo Open Cup               |               |               |               |               | 5             |               |
| Tallinn Trophy               |               |               |               | 19            |               |               |
| World Development Trophy     |               |               | 7             |               |               |               |
| Mini Europa                  |               |               | 1             |               |               |               |
| Torun Cup                    |               |               | 17            | 16            | 24            |               |
| Ice Star                     |               |               |               | 18            | 7             |               |
| Международные среди новичков |               |               |               |               |               |               |
| Ice Star                     | 7             | 14            | 4             |               |               |               |
| Torun Cup                    | 9             | 12            |               |               |               |               |
| Warsaw Cup                   | 39            | 21            |               |               |               |               |
| Национальные                 |               |               |               |               |               |               |
| Чемпионат Беларуси           |               |               |               | 8             | 1             | 4             |
| Первенство РБ среди юниоров  |               | 14            | 8             | 3             | 1             | 9             |